# Volksbank Lette-Darup-Rorup
Die Volksbank Lette-Darup-Rorup eG war eine Genossenschaftsbank mit Sitz in Coesfeld-Lette im Kreis Coesfeld (Nordrhein-Westfalen). 2017 fusionierte sie mit der Volksbank Nottuln eG.

## Geschichte
Das Kreditinstitut wurde am 12. Juli 1883 gegründet. 2004 erfolgte die Fusion der Volksbank Darup-Rorup mit der Volksbank Lette.

## Geschäftsstellen
Neben der Hauptstelle in Coesfeld-Lette bestanden Niederlassungen in Nottuln-Darup und Dülmen-Rorup.

## Geschäftszahlen
Unter den 970 Kreditgenossenschaften in Deutschland nahm die Volksbank Lette-Darup-Rorup 2016 den 747. Rang ein.